# Everything (álbum)
| Críticas profissionais | Críticas profissionais |
| Avaliações da crítica  | Avaliações da crítica  |
| Fonte                  | Avaliação              |
| ---------------------- | ---------------------- |
| AllMusic               | [ 1 ]                  |
| Robert Christgau       | B−                     |
| Rolling Stone          | [ 3 ]                  |

Everything é o terceiro álbum de estúdio da banda de pop rock americana The Bangles, foi lançado em 18 de outubro de 1988 através da Columbia Records.
Assim como seu antecessor, Everything também produziu um hit no Top 5 ("In Your Room") e um single número um, "Eternal Flame", que se tornou um mega hit, em quase todas as principais paradas do mundo, entre os que o single foi lançado.
O relançamento do álbum em 2008 pela gravadora Wounded Birds (WOU 4056), adiciona uma faixa bônus: "In Your Room" (12 "Remix). Duas músicas gravadas para o álbum, mas não lançadas, foram" What I Meant to Say ", que era o lado B de "Eternal Flame", escrito pelas irmãs Peterson e cantado por Debbi, bem como "Everything I Wanted", co-escrito e cantado por Susanna Hoffs e lançado em 1990 no álbum Greatest Hits.

## Faixas
| N.º            | Título                    | Compositor(es)                            | Duração |  |
| 1.             | "In Your Room"            | Susanna Hoffs, Tom Kelly, Billy Steinberg | 3:33    |  |
| 2.             | "Complicated Girl"        | Michael Steele, David White               | 3:43    |  |
| 3.             | "Bell Jar"                | Debbi Peterson, Vicki Peterson            | 3:23    |  |
| 4.             | "Something to Believe In" | Eric Lowen, Dan Navarro, Steele, White    | 4:10    |  |
| 5.             | "Eternal Flame"           | Hoffs, Kelly, Steinberg                   | 4:03    |  |
| 6.             | "Be With You"             | Walker Igleheart, D. Peterson             | 3:05    |  |
| 7.             | "Glitter Years"           | Steele, White                             | 3:44    |  |
| 8.             | "I'll Set You Free"       | Hoffs, Lowen, Navarro                     | 4:32    |  |
| 9.             | "Watching the Sky"        | Hoffs, V. Peterson                        | 4:17    |  |
| 10.            | "Some Dreams Come True"   | Igleheart, D. Peterson                    | 3:33    |  |
| 11.            | "Make a Play for Her Now" | V. Peterson, Vinnie Vincent               | 3:53    |  |
| 12.            | "Waiting for You"         | Hoffs, Kelly, Steinberg                   | 3:41    |  |
| 13.            | "Crash and Burn"          | V. Peterson, Rachel Sweet                 | 2:42    |  |
| Duração total: | Duração total:            | Duração total:                            | 47:36   |  |

## Músicos
The Bangles
- Susanna Hoffs → vocais & vocal de apoio, guitarra, percussão
- Vicki Peterson → vocais & vocal de apoio, guitarra elétrica & rítmica, mandolin
- Michael Steele → baixo, vocal & vocal de apoio, guitarra, percussão
- Debbi Peterson → bateria, percussão, vocais & vocal de apoio

Músicos adicionais
- Darryl Citizen → "noise"
- Paulinho da Costa → percussão
- Bobby Donati → guitarra em "Some Dreams Come True"
- Vinnie Vincent → guitarra em "Make a Play for Her Now"
- Tommy Morgan → harmónica
- Jim Snodgrass → tabla
- David Lindley → guitarras, bouzouki, saz, dobro
- Walker Igleheart, John Philip Shenale, David White → teclado e programação

## Performance comercial
| Chart          | Data                 | Maior posição | Certificação |
| -------------- | -------------------- | ------------- | ------------ |
| Estados Unidos | 1989                 | 15            | Platina      |
| Reino Unido    | Dezembro de 1988     | 5             | Platina      |
| Holanda        | Abril de 1989        | 4             |              |
| Austria        | 15 de Julho de 1989  | 8             |              |
| Suécia         | 27 de Agosto de 1989 | 10            | Ouro         |
| Austrália      | 30 de Julho de 1989  | 7             | Platina      |